# Sint-Kiliaankerk (Mühlhausen)
De Sint-Kiliaankerk (duits: St. Kiliani) was een kerkgebouw in Thüringen. Tegenwoordig dient het kerkgebouw als theater.

## Geschiedenis
Het patrocinium van de kerk duidt op een stichting van de kerk door de vanuit Würzburg opererende Iers-Schotse missie. Het kerkgebouw werd voor het eerst genoemd in 1287. Tussen 1350 en 1358 ontstond het eenvoudige schip van de huidige kerk. De onderbouw van de toren bevat nog romaanse resten van de voorganger. Na de brand van 1707 werd de toren voorzien van de huidige opbouw.
De Kiliaankerk diende lang als nevenkerk en werd tussentijds ook als pestkerk gebruikt. Sinds de jaren 1960 stond de kerk leeg en als opslag voor een garagebedrijf gebruikt.
Na de hereniging van Oost- en West-Duitsland werd de kerk verbouwd als theater voor het theatergezelschap

## Bron
- (de)  Beschrijving op de website van de stad Mühlhausen